# Daihatsu Atrai
Der Daihatsu Atrai ist ein Kei-Car-Minivan mit vier Sitzplätzen, der seit 1981 produziert wird. Das Modell ist technisch verwandt mit dem Daihatsu Hijet. Ursprünglich war es die besser ausgestattete Kleinbusvariante des Hijet, wurde aber zu einem eigenständigen Modell entwickelt. Der Ursprung des Namens liegt im französischen charmant, das ins japanische übersetzt Attrai bedeutet.
Auch in Europa wurde der Atrai parallel zum Hijet angeboten, trug aber dessen Namen.
Nachdem in Japan der Subaru Sambar auch als 7-Sitzer erschienen war, beschloss man diesem mit dem Daihatsu Atrai 7 (auch als Toyota Sparky) in Konkurrenz zu treten, der 2000 auf dem Heimatmarkt erschien.

## 1. Generation S65V / S66V (1981–1986)
1981 erschien der Atrai erstmals als Hijet Atrai auf dem Markt. Hierbei handelte es sich um den Daihatsu Hijet S65/S66 in Kleinbus Version mit vier Sitzplätzen. Neben dem Flach- war auch ein Hochdach erhältlich. Anders als die Kleinbusversion des Hijet hatte der Atrai Teppichboden im ganzen Fahrzeug und die Sitze waren mit Stoff bezogen. Das Armaturenbrett und die Innenverkleidungen waren in grau gehalten. Die Sitze konnten zu einer Liege umgelegt werden oder waren zusammenklappbar. Ein mittiges Schiebedach mit manuell betätigtem Sonnenrollo war je nach Version serienmäßig.
Als Motor kam der 550cm³ Typ AB20 mit einem 4-Gang Schaltgetriebe zum Einsatz, dessen Kraft auf die Vorderräder übertragen wurde. Der Motor saß wie auch beim Hijet zwischen den Achsen.
- 1982 war auch zuschaltbarer Allradantrieb erhältlich, wobei die Reifengröße hierbei 12 Zoll betrug.
- 1983 entfiel der Name Hijet und das Auto hieß nur noch Atrai. Der AB55 Motor wurde nun zusätzlich angeboten, ein AB20 mit Turbolader, gekoppelt mit einem 5-Gang Schaltgetriebe. Der Frontgrill war nun weiß und beim Turbo silber um sich vom Hijet zu unterscheiden. Als Option waren nun Scheibenbremsen und Klimaanlage erhältlich. Der Atrai 4WD erhielt manuell zu bedienende Freilaufnaben um die Kraftstoffeffizienz zu verbessern.
- Ab 1985 gab es auf Wunsch auch ein 3-Stufen Automatikgetriebe.

## 2. Generation S80V/S81V/S82V/S83V (1986–1994)
1986 kam ein neues Modell des Atrai auf den Markt. Der Atrai hatte nun grundsätzlich ein Hochdach. Der EB Zwei-Zylinder-Motor aus dem Daihatsu Mira war nun der Standardmotor. Es gab ihn auch wieder mit Turbolader, in dieser Version erneut mit 5-Gang- statt 4-Gang-Schaltgetriebe. Auch eine 3-Stufen Automatik wurde wieder angeboten. Der Kühler
wanderte unter den Sitz des Stoßfängers, um mehr Fußraum zu schaffen.
Das 4WD-Modell hatte nun automatische Freilaufnaben. Die Heckscheibe war nun höher eingebaut als beim Vorgänger, dazu kleinere Fenster im Fahrgastraum, um mehr Wohnlichkeit zu vermitteln. Außer dem mittigen Glasdach mit nun elektrischem Sonnenrollo war nun auch ein Glashubdach über Fahrer- und Beifahrersitz erhältlich.
- Ab 1987 gab es zusätzlich den All-Time 4WD genannten permanentem Allradantrieb mit einem Mittendifferenzial.
- 1988 wurden die Scheinwerfer verändert und das 4-Gang-Getriebe fiel aus dem Programm. Der Innenraum war nicht mehr grau, sondern zweifarbig braun und blau.
- 1989 wurde der vordere Stoßfänger überarbeitet und ein neues Lenkrad hielt Einzug, die Karosserie war mit Zweifarbenlackierung erhältlich.
- 1990 entfiel der EB Standardmotor und wurde vom EF-ES Dreizylinder Motor mit 660cm³ abgelöst, als EF-GS mit Automatikgetriebe und EF-XS / TS (Automatik) mit Turbolader.
- 1991 erschien der Atrai Cruise mit farblich abgesetzten Stoßstangen und speziellen Rädern zu einem günstigeren Einstiegspreis, der fortan den Hauptverkaufsanteil ausmachte. Das mittige Schiebedach war nun ein elektrisch betätigtes Glasdach mit einer elektrisch angetriebenen Folie als Sonnenschutz.

## 3. Generation S120V/S130V (1994–1998)
1994 startete das überarbeitete Modell, das in dem Aussehen der Vorgänger treu blieb, in den inneren Werten jedoch überarbeitet war. Während das Modell in der Länge dem größten Modell des Vorgängers entsprach, war es in der Höhe minimal und im Radstand deutlich kleiner. Erstmals gab es auch Antiblockiersystem für die SR -Sportversionen und den 4WD. Die hinteren Sitze waren nun einzeln verschiebbar.
Als Riberno wurde der Atrai einfacher ausgestattet und ohne Schiebetür auf der Fahrerseite angeboten.
- 1996 gab erstmals auch einen 660cm³ Twin-Cam-Motor
- 1997 Im Januar wurde in den meisten Modellen die Klimaanlage zum Serienstandard und ein ausfahrbarer Heckspoiler wurde angeboten. Im Oktober gab es Keyless Go und erstmals ab Werk auf Wunsch eine komplette Lederausstattung. Neu war auch die Retro-Serie mit nostalgisch gestalteter Front.

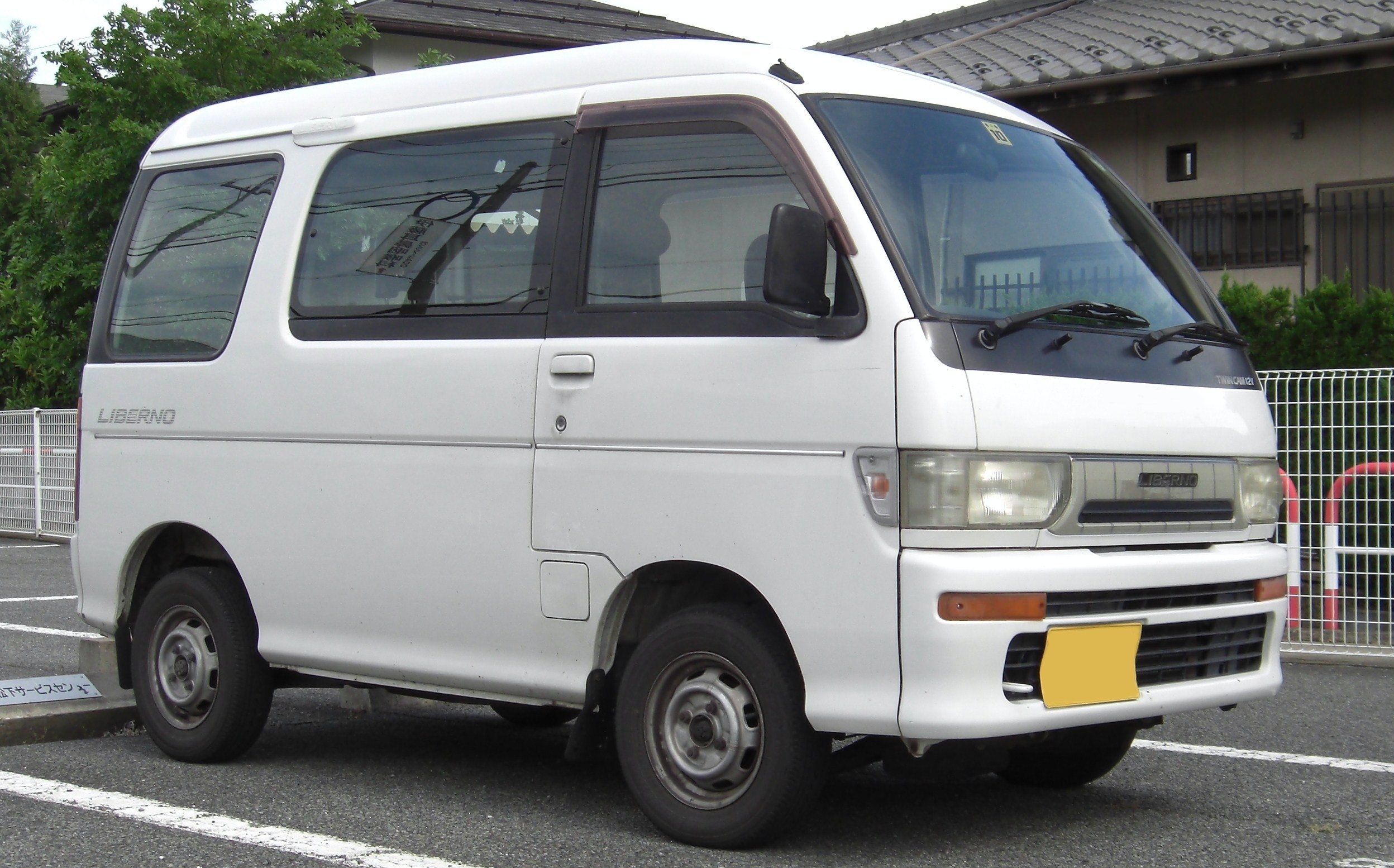
Atrai Riberno
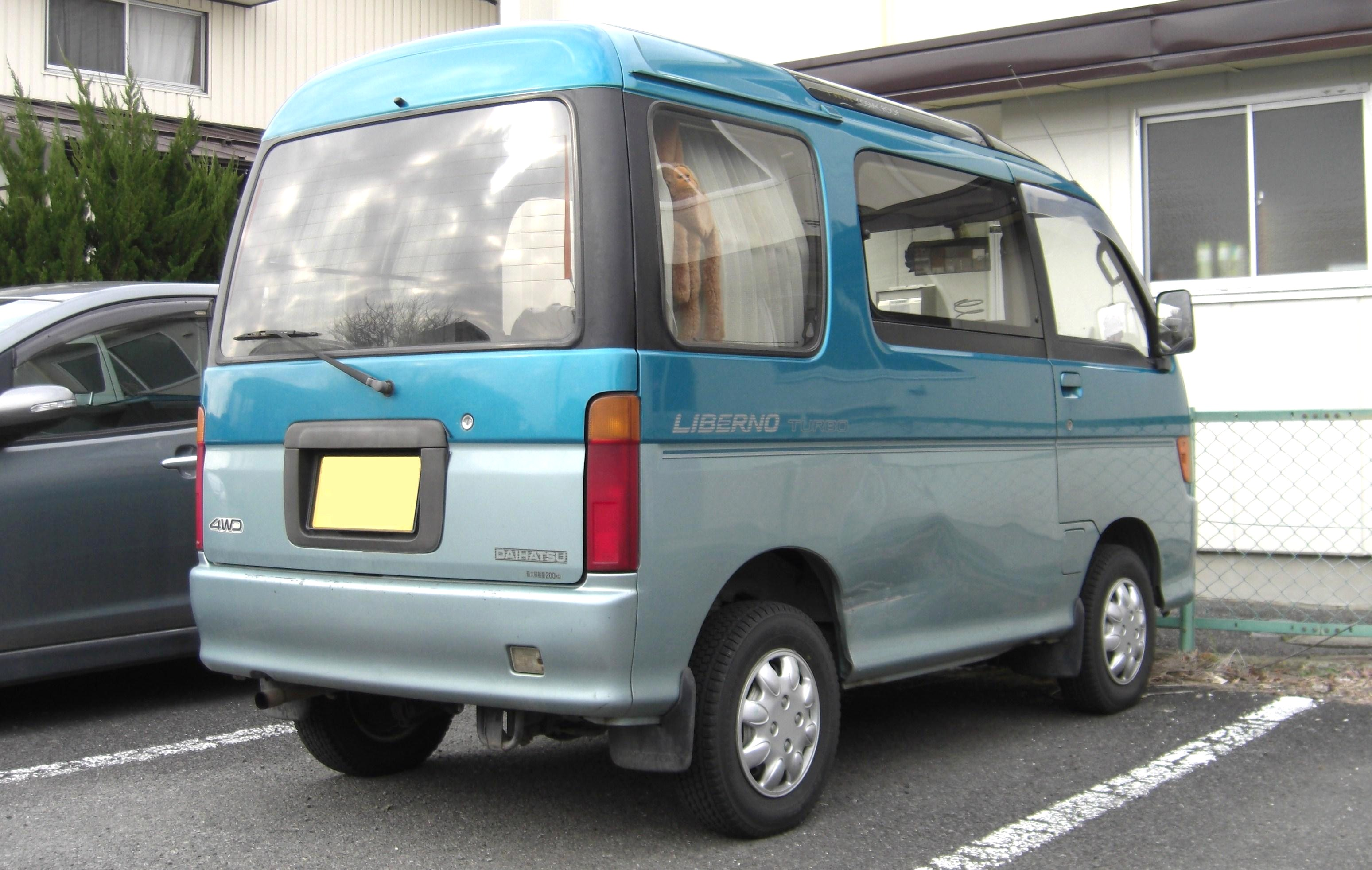
Atrai Riberno Seitenansicht

## Vierte Generation S220V/S230V/S220G/S230G (1999–2005)
Im Januar 1999 erschien ein völlig neues Modell. Entwickelt wurde es von einem italienischen Designbüro. Auch hier wurde der Motor als Mittelmotor unter den Vordersitzen eingebaut. Erstmals gab es auch eine Dachreling. ABS war nun bei allen Modellen serienmäßig, ebenso wie ein Bremsassistent. Der Atrai erreichte die kürzesten Bremswege in seiner Klasse. Der Cw-Wert betrug 0,36. Die Motoren entsprachen denen des Vorgängers. Die Nachfrage nach dem Modell war sehr hoch und die Wartezeit der Kunden betrug mindestens 3 Monate.
- Im Jahr 2000 gab es einige kleine Verbesserungen. Neu war die CL Turboversion als kostengünstige Variante. Zudem startete der größere Daihatsu Atrai 7. Die S-Edition Sondermodelle mit erweitertem Infotainmentsystem starteten im September 2000.
- 2001 wurde der bisherige höherwertige CL Turbo Clade zum Turbo Touring. Dieser hatte serienmäßig Aluräder und Heckspoiler.
- Ab 2002 gab es optional für den Turbomotor ein 4-Stufen-Automatikgetriebe.
- 2004 gab es nochmals eine Sonderedition namens G Selection. Das 5-Gang-Schaltgetriebe fiel aus dem Programm nach Überarbeitung der Motoren zugunsten niedrigeren Schadstoffausstoßes und Kraftstoffverbrauchs.

## 5. Generation (2005 -) S320G/S330G/S321G/S331G
2005 wurde der überarbeitete Atrai eingeführt. Neu war eine HDD-Navi-Edition-Serie, mit 7-Zoll-Monitor-Navigation und Festplattenradio. Als Getriebe gab es nur noch eine 4-Stufenautomatik.
- 2006 im April wurde die Black Edition mit schwarzen Ledersitzen, schwarzer Instrumententafel, linker elektrischer Schiebetür und anderer Komfortausstattung eingeführt.
- 2007 wanderte der Schalldämpfer unter die Stoßstange und bei der Black Edition kamen weiße Einarbeitungen hinzu.
- Seit September 2009 wird der Atrai auch von Fuji Heavy Industries als Subaru Dias Wagon angeboten.
- Im September 2010 gab es kleine Verbesserungen, wobei im Wesentlichen der Ausstoß von Abgasen durch eine Überarbeitung der Motorsteuerung verringert wurde.
- Seit April 2012 gibt es größere hintere Kopfstützen.

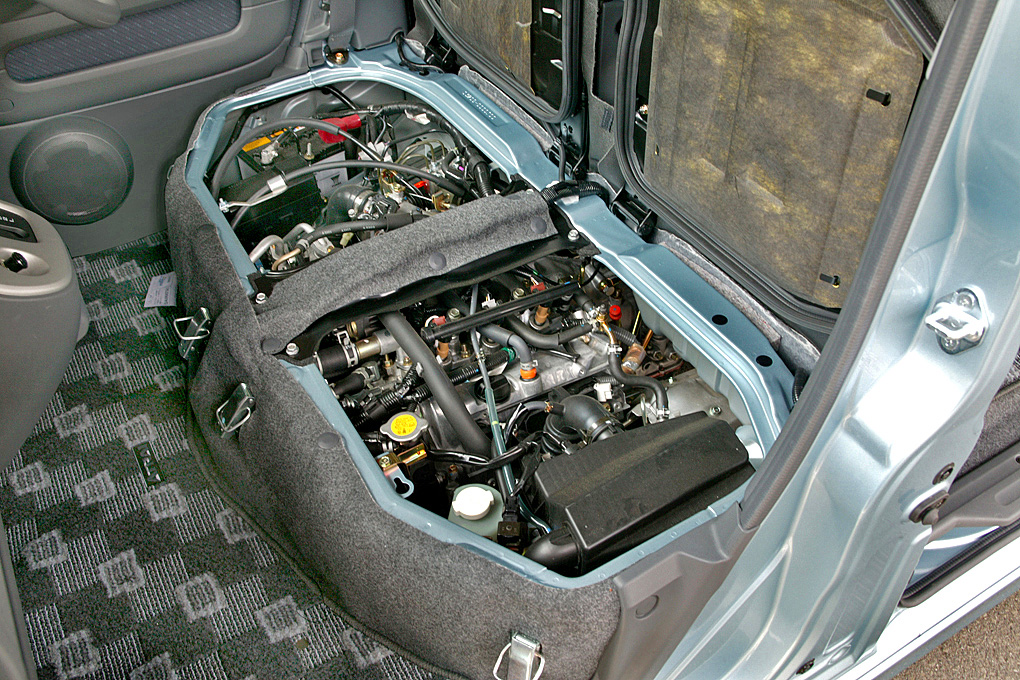
Motor unter den Frontsitzen
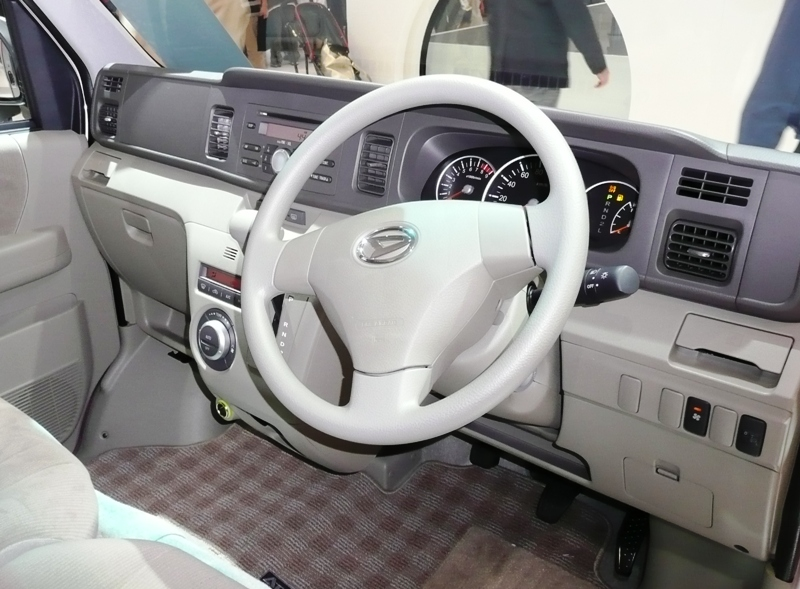
Armaturenbrett